# Reginald Johnston
Reginald Fleming Johnston (Edimburgo, 13 de octubre de 1874–ibídem, 6 de marzo de 1938) fue un académico y diplomático británico, conocido por haber sido tutor y asesor del último emperador de China, Puyi. Fue también gobernador colonial de Weihaiwei.

## Biografía
Nacido en la ciudad escocesa de Edimburgo en 1874, realizó estudios superiores en la Universidad de Edimburgo y posteriormente en el Magdalen College de Oxford. En 1898 entró en el servicio colonial y pasó a trabajar para la administración británica en Hong Kong. En esta época aprendió chino. Tras estar destinado un tiempo en Hong Kong, en 1906 Johnston fue transferido como oficial de distrito a la concesión británica de Weihaiwei, territorio situado en la península de Shandong. En Weihaiwei estuvo a las órdenes del comisionado James Stewart Lockhart, con el que llegó a trabar una gran amistad. Su labor fue muy bien acogida entre la población local.
En octubre de 1918 le ofrecieron ser tutor del joven Puyi, el destronado emperador chino que todavía seguía residiendo dentro de la Ciudad Prohibida de Pekín como monarca no soberano. Johnston aceptó la oferta y a finales de 1918 se trasladó a la capital china, pasando a ser nuevo tutor imperial. Durante los siguientes años tuvo una gran influencia sobre Puyi, al que mostró la cultura occidental —algo significativo, teniendo en cuenta el ambiente reaccionario y ultraconservador de la Corte imperial—. Ante la solicitud del emperador sobre posibles nombres occidentales para él y algunos de sus acompañantes, fue el propio Johnston el que le recomendó un nombre occidental —Henry—. En este tiempo, Johnston e Isabel Ingram —hija de un misionerio norteamericano y tutora de la emperatriz Wan Rong— fueron los únicos extranjeros a los que se permitió estar dentro de la corte de la dinastía Qing en toda su historia. Otro de los tutores de Puyi era el funcionario de carrera chino Zheng Xiaoxu, hacia el cual Johnston mostró una gran estima. Entre ambos personajes existió un respetuo mutuo, y Zheng llegó a recomendar a Puyi que Johnston fuese nombrado comisionado imperial para el Palacio de Verano. Bajo la iniciativa del británico, el Palacio de Verano fue visitado por primera vez por Puyi y se convirtió en una residencia ocasional que permitía romper con el enclaustramiento de la Ciudad Prohibida. Sin embargo, todo esto acabó en 1924, cuando Puyi y su familia fueron expulsados de la Ciudad Prohibida.
Johnston regresó al servicio colonial. En 1927 fue nombrado comisionado de la concesión de Weihaiwei, cargo que ocupó hasta finales de 1930. En esa fecha el territorio fue devuelto a China. Se trasladó al Reino Unido, y en 1931 fue nombrado profesor de chino en la Escuela de Estudios Orientales de la Universidad de Londres. A pesar de su amplia experiencia sobre China, no se adaptó bien al ámbito universitario. Se retiró en 1937. El antiguo tutor siguió manteniendo el contacto con Puyi, incluso cuando este fue instaurado por los japoneses como emperador del estado títere de Manchukuo. Johnston adquirió la pequeña isla escocesa de Eilean Rìgh, donde instaló su vivienda con jardines de estilo chino e incluso izó una bandera de Manchukuo. Falleció en 1938, sin haber llegado a contraer matrimonio. 
Por petición expresa, la mayoría de sus cartas y textos fueron incinerados tras su muerte.

## Obras
- —— (1905). Remarks on the Province of Shantung. Cornell University Library.
- —— (1908). From Peking to Mandalay: A Journey from North China to Burma Through Tibetan Ssuch'uan and Yunnan. Soul Care Publishing.
- —— (1910). Lion and Dragon in Northern China. Nabu Press.
- —— (1911). A Chinese Appeal to Christendom Concerning Christian Missions. Nabu Press.
- —— (1913). Buddhist China. Soul Care Publishing.
- —— (1918). Letters to a Missionary. Cornell University Library.
- —— (1921). The Chinese Drama. Kelly and Walsh.
- —— (1934). Twilight in The Forbidden City. Soul Care Publishing.
- —— (1935). Confucianism and Modern China. Soul Care Publishing.